# Гейтсвілл (Техас)
Гейтсвілл (англ. Gatesville) — місто (англ. city) в США, в окрузі Кор'єлл штату Техас. Населення — 16 135 осіб (2020).

## Географія
Гейтсвілл розташований за координатами 31°26′19″ пн. ш. 97°44′46″ зх. д. / 31.43861° пн. ш. 97.74611° зх. д. (31.438667, -97.746027).  За даними Бюро перепису населення США в 2010 році місто мало площу 23,07 км², з яких 23,05 км² — суходіл та 0,01 км² — водойми.

## Демографія
Згідно з переписом 2010 року, у місті мешкала 15 751 особа в 2955 домогосподарствах у складі 1908 родин. Густота населення становила 683 особи/км².  Було 3303 помешкання (143/км²).
Расовий склад населення:
| - 70,8 % — білих - 20,0 % — чорних або афроамериканців - 0,5 % — корінних американців - 0,5 % — азіатів - 6,5 % — осіб інших рас |

До двох чи більше рас належало 1,6 %. Частка іспаномовних становила 17,1 % від усіх жителів.
За віковим діапазоном населення розподілялося таким чином: 13,1 % — особи молодші 18 років, 79,4 % — особи у віці 18—64 років, 7,5 % — особи у віці 65 років та старші. Медіана віку мешканця становила 37,6 року. На 100 осіб жіночої статі у місті припадало 71,2 чоловіків;  на 100 жінок у віці від 18 років та старших — 67,2 чоловіків також старших 18 років.
Середній дохід на одне домашнє господарство  становив 47 262 долари США (медіана — 40 093), а середній дохід на одну сім'ю — 52 452 долари (медіана — 47 308). Медіана доходів становила 35 537 доларів для чоловіків та 30 932 долари для жінок. За межею бідності перебувало 22,8 % осіб, у тому числі 30,1 % дітей у віці до 18 років та 20,8 % осіб у віці 65 років та старших.
Цивільне працевлаштоване населення становило 3506 осіб. Основні галузі зайнятості: освіта, охорона здоров'я та соціальна допомога — 21,2 %, публічна адміністрація — 14,5 %, будівництво — 13,3 %, роздрібна торгівля — 12,4 %.